# Omar Bendriss
Pour les articles homonymes, voir Bendriss.
Cet article possède un paronyme, voir Omar Ben Driss.
Omar Bendriss est un footballeur marocain né le 25 mai 1984 à Rabat (Maroc). Il joua au poste de défenseur central à l'US Témara. Son club formateur est le FAR Rabat.

## Carrière
- 1999-2012 : FAR de Rabat  Maroc
- 2013-2014 : US Témara  Maroc
- 2014-2015 : CA Khénifra  Maroc
- 2015- : US Témara  Maroc

## Palmarès
- Vainqueur de la Coupe de la CAF en 2005 avec les FAR de Rabat
- Champion du Maroc en 2005 et 2008 avec les FAR de Rabat
- Vainqueur de la Coupe du Trône en 2003, 2004, 2007, 2008 et 2009 avec les FAR de Rabat